# Quận Warren, Georgia
Quận Warren là một quận trong tiểu bang Georgia, Hoa Kỳ. Quận lỵ đóng ở thành phố , Georgia 6. Theo điều tra dân số năm 2019 của Cục điều tra dân số Hoa Kỳ, quận có dân số 5297 người.

## Thông tin nhân khẩu
Theo điều tra dân số 2 năm 2000, đã có 6.336 người, 2.435 hộ, và 1.692 gia đình sống trong quận. Mật độ dân số là 22 người cho mỗi dặm vuông (9/km ²). Có 2.767 đơn vị nhà ở với mật độ trung bình là 10 cho mỗi dặm vuông (4/km ²). Cơ cấu dân tộc của dân cư quận gồm có 39,46% người da trắng, 59,47% da đen hay Mỹ gốc Phi, 0,17% người Mỹ bản xứ, 0,14% người châu Á, 0,30% từ các chủng tộc khác, và 0,46% từ hai hoặc nhiều chủng tộc. 0,80% dân số là người Hispanic hay Latino thuộc chủng tộc nào.
Có 2.435 hộ, trong đó 30,60% có trẻ em dưới 18 tuổi sống chung với họ, 42,10% là các cặp vợ chồng sống với nhau, 22,10% có chủ hộ là nữ không có mặt chồng, và 30,50% là không lập gia đình. 27,40% của tất cả các hộ gia đình đã được tạo thành từ các cá nhân và 12,60% có người sống một mình 65 tuổi trở lên đã được người. Bình quân mỗi hộ là 2,55 và cỡ gia đình trung bình là 3,09.
Trong quận, độ tuổi của dân cư với 26,40% ở độ tuổi dưới 18, 8,70% 18-24, 25,50% 25-44, 23,40% 45-64, và 16,10% 65 tuổi trở lên. Tuổi trung bình là 38 năm. Cứ mỗi 100 nữ có 86,40 nam giới. Cứ mỗi 100 nữ 18 tuổi trở lên, đã có 79,90 nam giới.
Thu nhập trung bình cho một hộ gia đình trong quận đã được $ 27.366, và thu nhập trung bình cho một gia đình là $ 32.868. Nam giới có thu nhập trung bình $ 28.177 so với 20.082 $ cho phái nữ. Thu nhập trên đầu cho của dân cư quận đạt 14.022 Mỹ kim. Giới 24,10% gia đình và 27,00% dân số sống dưới mức nghèo khổ, trong đó có 36,00% những người dưới 18 tuổi và 27,50% có độ tuổi từ 65 trở lên. 